# RIT2
RIT2 (англ. Ras like without CAAX 2) – білок, який кодується однойменним геном, розташованим у людей на короткому плечі 18-ї хромосоми. Довжина поліпептидного ланцюга білка становить 217 амінокислот, а молекулярна маса — 24 668.
| 10         |  | 20         |  | 30         |  | 40         |  | 50         |
| ---------- |  | ---------- |  | ---------- |  | ---------- |  | ---------- |
| MEVENEASCS |  | PGSASGGSRE |  | YKVVMLGAGG |  | VGKSAMTMQF |  | ISHQFPDYHD |
| PTIEDAYKTQ |  | VRIDNEPAYL |  | DILDTAGQAE |  | FTAMREQYMR |  | GGEGFIICYS |
| VTDRQSFQEA |  | AKFKELIFQV |  | RHTYEIPLVL |  | VGNKIDLEQF |  | RQVSTEEGLS |
| LAQEYNCGFF |  | ETSAALRFCI |  | DDAFHGLVRE |  | IRKKESMPSL |  | MEKKLKRKDS |
| LWKKLKGSLK |  | KKRENMT    |  |            |  |            |  |            |

A: Аланін

C: Цистеїн

D: Аспарагінова кислота

E: Глутамінова кислота

F: Фенілаланін

G: Гліцин

H: Гістидин

I: Ізолейцин

K: Лізин

L: Лейцин

M: Метіонін

N: Аспарагін

P: Пролін

Q: Глутамін

R: Аргінін

S: Серин

T: Треонін

V: Валін

W: Триптофан

Задіяний у такому біологічному процесі, як альтернативний сплайсинг. 
Білок має сайт для зв'язування з нуклеотидами, молекулою кальмодуліну, ГТФ. 
Локалізований у клітинній мембрані, ядрі, мембрані.